# Liste der Kulturgüter in Kestenholz
Die Liste der Kulturgüter in Kestenholz enthält alle Objekte in der Gemeinde Kestenholz im Kanton Solothurn, die gemäss der Haager Konvention zum Schutz von Kulturgut bei bewaffneten Konflikten, dem Bundesgesetz vom 20. Juni 2014 über den Schutz der Kulturgüter bei bewaffneten Konflikten sowie der Verordnung vom 29. Oktober 2014 über den Schutz der Kulturgüter bei bewaffneten Konflikten unter Schutz stehen.
Objekte der Kategorie A sind im Gemeindegebiet nicht ausgewiesen, Objekte der Kategorie B sind vollständig in der Liste enthalten, Objekte der Kategorie C fehlen zurzeit (Stand: 1. Januar 2023).

## Kulturgüter
| Foto |                                                                                 | Objekt                                               | Kat. | Typ | Standort                            | Beschreibung |
| ---- | ------------------------------------------------------------------------------- | ---------------------------------------------------- | ---- | --- | ----------------------------------- | ------------ |
| ja   | Datei hochladen · Wikidata zu Katholische Kirche St. Urs und Viktor (Q29880903) | Katholische Kirche St. Urs und Viktor KGS-Nr.: 04575 | B    | G   | Gäustrasse 18 623844 / 236936       |              |
| ja   | Datei hochladen · Wikidata zu Kapelle St. Peter und Paul (Q29880902)            | Kapelle St. Peter und Paul KGS-Nr.: 04576            | B    | G   | St. Peterstrasse 60 623438 / 237268 |              |
| BW   | Datei hochladen · Wikidata zu Wohnhaus (Q29880904)                              | Wohnhaus KGS-Nr.: 11163                              | B    | G   | Gäustrasse 2 623771 / 236873        |              |
| BW   | Datei hochladen · Wikidata zu Bauernhaus (Q29880900)                            | Bauernhaus KGS-Nr.: 11164                            | B    | G   | Oensingerstrasse 2 623771 / 236873  |              |